# 萨博内尔
萨博内尔（法語：Sabonnères，法語發音：[sabɔnɛʁ]）是法国上加龙省的一个市镇，属于米雷区。

## 地理
萨博内尔（43°27'58"N, 1°3'50"E）面积12.3 平方千米，位于法国奧克西塔尼大區上加龙省，该省份为法国西南部内陆省份，西南端与西班牙接壤，自此顺时针与上比利牛斯省、热尔省、塔恩-加龙省、塔恩省、奥德省和阿列日省接壤。
与萨博内尔接壤的市镇（或旧市镇、城区）包括：布拉盖拉克、博福尔、蒙格拉斯、圣富瓦-德佩罗利耶尔、佩贝、萨维尼亚克-莫纳。

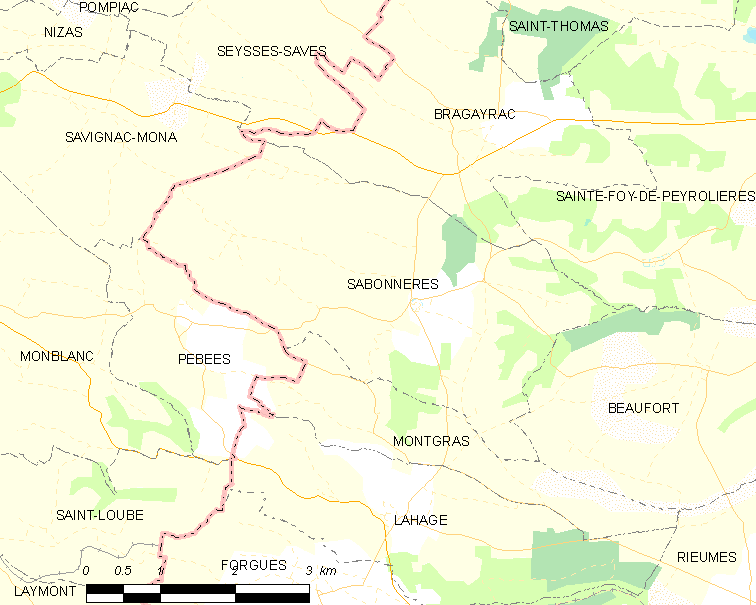
萨博内尔的OSM定位图

萨博内尔的时区为UTC+01:00、UTC+02:00（夏令时）。

## 行政
萨博内尔的邮政编码为31370，INSEE市镇编码为31464。

## 政治
萨博内尔所属的省级选区为图什河畔普莱桑斯县。

## 人口

1962-2008年间萨博内尔人口变化图示

萨博内尔于2022年1月1日时的人口数量为333人。